# 布伦特·库珀
布伦特·库珀（英語：Brent Cooper，1960年9月14日—），新西兰男子柔道运动员。他曾代表新西兰参加1990年英联邦运动会柔道比赛，获得一枚金牌。他也曾参加1988年夏季奥林匹克运动会。